# Coppa di Francia 1953-1954
La Coppa di Francia 1953-1954 è stata la 37ª edizione della coppa nazionale di calcio francese.

## Risultati

### Trentaduesimi di finale
| Squadra 1           | Risultato   | Squadra 2                 |
| ------------------- | ----------- | ------------------------- |
| Olympique Alès      | 3 - 2       | CA Paris                  |
| Quevilly-Rouen      | 1 - 0       | Nantes                    |
| Stade Reims         | 6 - 2       | RC Paris                  |
| Rennes              | 6 - 2       | Quimper Cornouaille       |
| CO Roche-la-Molière | 5 - 1       | Montpellier               |
| USAC Romilly        | 4 - 1       | ES Bully-les-Mines        |
| Rouen               | 5 - 0       | Boulogne                  |
| Red Star            | 3 - 2       | AS Giraumont              |
| Sedan-Torcy         | 3 - 3 (dts) | Angers                    |
| Sète                | 2 - 1       | Pays d'Aix                |
| Strasburgo          | 5 - 0       | US Saint-Gaudens          |
| Tolone              | 1 - 0       | Montceau Bourgogne        |
| Tolosa              | 4 - 0       | Stade Montois             |
| AS Troyes-Sav.      | 5 - 1       | SO Cholet                 |
| Blénod              | 1 - 0       | Olympique Hesdin-Marconne |
| Perpignan           | 3 - 0       | CS Villedieu-les-Poêles   |
| Stade Français      | 2 - 0       | Poissy                    |
| Nîmes               | 3 - 2       | Béziers                   |
| Besançon            | 4 - 2       | Draguignan                |
| Stade Béthunois     | 6 - 1       | SC Choisy-le-Roi          |
| SC Bastidienne      | 1 - 0       | Abbeville                 |
| Bordeaux            | 1 - 0       | Arago Orléans             |
| Cannes              | 2 - 0       | Avion                     |
| Olympique Marsiglia | 3 - 0       | Grenoble                  |
| US Normande         | 0 - 0 (dts) | Olympique Avignone        |
| Le Havre            | 5 - 1       | Arras                     |
| Nizza               | 5 - 0       | Lens                      |
| FC Nancy            | 4 - 1       | Monaco                    |
| Metz                | 2 - 1       | Sochaux                   |
| Olympique Lione     | 3 - 0       | Saint-Étienne             |
| USB Longwy          | 2 - 2 (dts) | US Faucigny               |
| Lilla               | 2 - 0       | Roubaix-Tourcoing         |

#### Spareggi
| Squadra 1   | Risultato | Squadra 2          |
| ----------- | --------- | ------------------ |
| Sedan-Torcy | 2 - 1     | Angers             |
| US Normande | 4 - 1     | Olympique Avignone |
| USB Longwy  | 2 - 1     | US Faucigny        |

### Sedicesimi di finale
| Squadra 1           | Risultato   | Squadra 2           |
| ------------------- | ----------- | ------------------- |
| Besançon            | 2 - 1       | Rennes              |
| AS Troyes-Sav.      | 5 - 2       | Olympique Lione     |
| Tolone              | 2 - 1       | US Normande         |
| Sedan-Torcy         | 2 - 0       | Red Star            |
| Rouen               | 3 - 0       | USAC Romilly        |
| Stade Français      | 2 - 1       | Olympique Alès      |
| Nizza               | 0 - 0 (dts) | Blénod              |
| Metz                | 5 - 2       | Stade Béthunois     |
| Olympique Marsiglia | 3 - 2       | Stade Reims         |
| Lilla               | 3 - 2       | Quevilly-Rouen      |
| Le Havre            | 2 - 1       | USB Longwy          |
| Bordeaux            | 5 - 0       | SC Bastidienne      |
| Cannes              | 3 - 0       | CO Roche-la-Molière |
| Sète                | 2 - 1       | Tolosa              |
| FC Nancy            | 5 - 1       | Nîmes               |
| Strasburgo          | 2 - 0       | Perpignan           |

#### Spareggi
| Squadra 1 | Risultato | Squadra 2 |
| --------- | --------- | --------- |
| Nizza     | 6 - 3     | Blénod    |

### Ottavi di finale
| Squadra 1           | Risultato   | Squadra 2      |
| ------------------- | ----------- | -------------- |
| Nizza               | 1 - 0       | Stade Français |
| Bordeaux            | 3 - 2       | Sète           |
| AS Troyes-Sav.      | 1 - 0       | Tolone         |
| Cannes              | 3 - 0       | Le Havre       |
| Olympique Marsiglia | 2 - 1       | Strasburgo     |
| Rouen               | 2 - 0       | Lilla          |
| Sedan-Torcy         | 0 - 0 (dts) | Metz           |
| Besançon            | 2 - 1       | FC Nancy       |

#### Spareggi
| Squadra 1   | Risultato   | Squadra 2 |
| ----------- | ----------- | --------- |
| Sedan-Torcy | 1 - 1 (dts) | Metz      |

#### Replay
| Squadra 1   | Risultato | Squadra 2 |
| ----------- | --------- | --------- |
| Sedan-Torcy | 2 - 1     | Metz      |

### Quarti di finale
| Squadra 1           | Risultato   | Squadra 2 |
| ------------------- | ----------- | --------- |
| Nizza               | 1 - 1 (dts) | Bordeaux  |
| AS Troyes-Sav.      | 4 - 1       | Cannes    |
| Olympique Marsiglia | 3 - 2       | Rouen     |
| Sedan-Torcy         | 2 - 1       | Besançon  |

#### Spareggi
| Squadra 1 | Risultato | Squadra 2 |
| --------- | --------- | --------- |
| Nizza     | 3 - 0     | Bordeaux  |

### Semifinali
| Squadra 1           | Risultato | Squadra 2      |
| ------------------- | --------- | -------------- |
| Nizza               | 2 - 1     | AS Troyes-Sav. |
| Olympique Marsiglia | 2 - 1     | Sedan-Torcy    |

### Finale
| Arbitro: | Édouard Harzic |

| |            | |
| Nurenberg 6’ Carniglia 11’ | Marcatori  | 55’ Andersson |
| Babkin Hairabedian Mokhtar Ben Nacef Guy Poitevin Pancho González Antoine Cuissard Abderrahman Mahjoub Joseph Ujlaki Émile Antonio Luis Carniglia Just Fontaine Victor Nurenberg | Formazioni | Pierre Angel Maurice Gransart Gunnar Johansson Abdelsalem Ben Miloud Barthelemy Mesas Gabriel Rossi Larbi Ben Barek Roger Scotti Jean Palluch Gunnar Andersson François Mercurio |
| George William Berry | Allenatori | Henri Roessler |